# Гмизавци (филм)
Гмизавци (енгл. Slither) амерички је телесни хорор филм из 2006. године, режисера и сценаристе Џејмса Гана, са Нејтаном Филионом, Елизабет Бенкс, Мајклом Рукером и Грегом Хенријем у главним улогама. Радња прати мештане малог града у Јужној Каролини који покушавају да преживе напад ванземаљског паразита.
Многи критичари осврнули су се на превелику сличност са Ноћи наказа (1986) и фанови овог филма преплавили су интернет негативним коментарима, пошто су сматрали да је „украдена” оригинална идеја. Ган је касније изјавио да филм представља омаж комичним хорорима из периода 1980-их. Мајор Џек Макриди, лик кога тумачи Грег Хенри, име је добио по Џеку Бартону и Р. Џ. Макридију, два лика која тумачи Курт Расел у филмовима Џона Карпентера, Велике невоље у малој Кини (1986) и Створ (1982). Такође, фарма Кастеветових је директна референца на Мини и Романа Кастевета из Розмарине бебе.
Упркос томе што је био комерцијални неуспех, филм је добио генерално позитивне оцене критичара и данас се сматра култним класиком. Добио је Награду Сатурн за најбољу шминку и био номинован за исту награду у категорији најбољег хорор филма, коју је изгубио од Ужаса из дубине.

## Радња
Метеорит пада на Земљу и из њега излази ванземаљски паразит, који почиње да се шири по становницима Вилсија, малог града у Јужној Каролини. Радња прати Старлу Грант и полицајца Била Пардија, који са неколицином мештана покушавају да преживе нападе заражених људи које контролише Старлин муж.

## Улоге
| Глумац         | Улога               |
| -------------- | ------------------- |
| Нејтан Филион  | полицајац Бил Парди |
| Елизабет Бенкс | Старла Грант        |
| Мајкл Рукер    | Грант Грант         |
| Тања Солније   | Кајли Стратмајер    |
| Грег Хенри     | мајор Џек Макриди   |
| Дон Томпсон    | Вали                |
| Бренда Џејмс   | Бренда Гутјерез     |
| Џенифер Копинг | Маргарет            |
| Џена Фишер     | Шелби Канингем      |
| Хејг Сатерланд | Тревор              |
| Дастин Милиган | студент             |
| Лорена Гејл    | Џанин               |
| Лојд Кофман    | пијаница            |
| Роб Зомби      | др Карл             |
| Џејмс Ган      | Ханк                |